# Glibenclamida

C23H28ClN3O5S

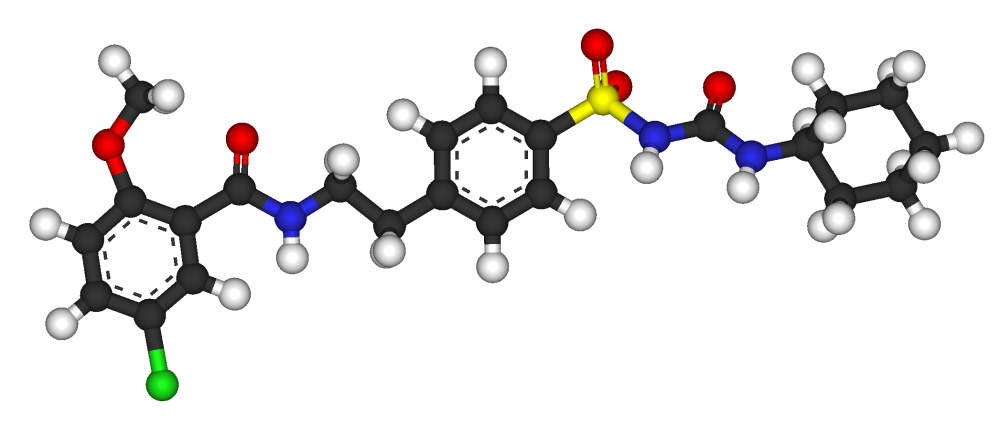
1-p-2-5-Cloro-o-anisamido-etil-fenil-sulfonil-3-ciclohexilurea

Glibenclamida, Gliburida ou Glibenciclamida é um agente antidiabético da classe das  sulfonilureias de segunda geração. Utilizada no tratamento da diabetes mellitus tipo 2, sozinha ou em  combinação com a um ou mais outros agentes antidiabéticos oral  ou insulina como um auxiliar à dieta e exercícios físicos para obter o controle da diabetes mellitus tipo 2 (não insulino-dependente) em pacientes que não alcançam o  controle glicêmico adequado somente com dieta e exercícios.
Foi desenvolvido em 1966 em um estudo cooperativo entre a Boehringer Mannheim (agora parte da Roche) e a Hoechst (agora parte da Sanofi-Aventis).
Nomes comerciais: Diabeta, Glynase, Micronase, Daonil, Glucolon, Semi-Daonil, Euglucon

## Aspectos químicos e físicos
| Log P          | 3,93                    |
| Log D em ph=7  | 2,28                    |
| pka            | 5,3                     |
| Fórmula        | C23H28CIN3O5S           |
| Massa molar    | 494,004 g/mol           |
| Ponto de fusão | 169 a 170 graus celsius |

É praticamente insolúvel sob forma de pó cristalino branco, insolúvel em água, éter etílico, solúvel em dimetilformamida.

## Doses
É vendido em doses de 2,5 e 5 mg. Pode ser tomado uma vez ao dia, com o café da manhã ou primeira refeição principal. Pode-se administrar duas vezes ao dia, em pacientes que recebem mais de 10 mg por dia  ou mais de 6 mg podendo ser antes do almoço e jantar.

#### Em adultos
- Em formulações convencionais há um limite de 12 mg por dia, no máximo;[4]
- Em formulações micronizadas é de no máximo 12 mg por dia;[4]
- Em combinações com metformina há um limite máximo de 20 mg de gliburida e 2 g de metformina por dia.[4]
- Dosagem inicial em adultos previamente não tratados: via oral, inicialmente 2,5–3 mg por dia ( em formulações convencionais);combinação fixa com cloridrato de metformina 1,25 mg de Gliburida e 250 mg de cloridrato de metformina uma vez por dia.[5]
- Para hiperglicemia grave: com HbA1c basal > 9% ou glicemia de jejum com valor maior que 200 mg/dL, é administrado 1,25 mg de gliburida e 250 mg de cloridrato de metformina duas vezes por dia, manhã e jantar.[4]

#### Geral
- A dosagem deve ser ajustada de acordo com a tolerância do paciente e a urina ou pelas determinações da glicemia de jejum. Deve ser feito o monitoramento da hemoglobina glicosilada para determinar a dosagem mínima efetiva e detectar falhas.[4][5]

## Mecanismo de ação
Diabetes tipo 2 é caracterizada pela redução da sensibilidade das células {\displaystyle \beta } à glicose, e a perda da resposta de outros estímulos (como hormônios GI insulinotrópicos e sinalização),resultando na elevação do nível de glicemia, após as refeições, por conta da secreção de quantidade de insulina insuficiente. Essa dificuldade de identificar a glicose, leva a  inaptidão de limitar a liberação hepática de glicose no decorrer do jejum. Pessoas com esse tipo de diabetes (em estágio inicial) possuem 50% da quantidade normal de células {\displaystyle \beta },essa perda pode estar relacionada com os efeitos da hiperglicemia. A resistência a insulina em pacientes com esse tipo de diates tem associação com a  adiposidade visceral, ou seja, altas taxas de ácidos graxos na circulação,  gordura acumulada no corpo, entre os hepatócitos e  músculos. Esses lipídios intracelulares, impedem diretamente a sinalização da insulina.
Desta forma, a glibenclamida  age estimulando as células {\displaystyle \beta } (beta) funcionais nas ilhotas pancreáticas, fazendo com que haja a secreção de insulina endógena pelo pâncreas. Consequentemente,  diminui a concentração de glicose no sangue. Estes efeitos como a redução da produção hepática de glicose (gluconeogênese) e o aumento da capacidade de resposta à insulina e de ligação em tecidos periféricos, contribuem para a ação hipoglicemiantes.
Reduz o dano cerebral causado por um AVC caso a barreira hemato-encefálica se rompa. Também possui atividade antileishmaniose.

## Farmacocinética

### Absorção
Biodisponibilidade
Quase completamente absorvido após a administração oral, é absorvida efetivamente pelo trato gastrointestinal.Pacientes com problema renal ou hepático podem ter uma concentração sérica aumentada. O alimento não afeta a taxa ou a extensão da absorção.
Início de ação
A ação hipoglicêmica geralmente começa entre 45-60 minutos e no máximo 1,5-3 horas. Os efeitos hipoglicêmicos são evidentes durante 12-24 horas em pacientes não estando em jejum, podendo assim ser administrado uma vez ao dia.

### Distribuição
É distribuído em grande  quantidade na bile. Aparentemente ela  atravessa a placenta, não se sabe ao certo se é distribuído no leite materno. No plasma sanguíneo ela está ligada às proteínas, albumina (90-99% ou mais que isso pois para as glibenclamidas a ligação às proteínas plasmáticas é maior). Seu volume de distribuição é entorno de 0,2 L/kg.

### Eliminação
São, aparentemente, completamente metabolizadas. Esse metabolismo é realizado pelo fígado e seus metabólitos são excretados na urina e fezes em proporções iguais. Possui meia-vida curta de  1,4-1,8 horas (para gliburida) e aproximadamente 10 horas para a gliburida e seus metabólitos , por mais que a meia vida seja curta seus efeitos hipoglicêmicos duram muito tempo (a razão pela qual  isso ocorre ainda não está muito clara). Em  pacientes com insuficiência renal  grave a meia-vida  será prolongada e a depuração diminuída

## Associação
A Glibenclamida é administrada individualmente ou combinada com a metformina como auxiliar  à dieta e exercícios. Tendo  como finalidade o gerenciamento da  Diabetes mellitus tipo 2, em pacientes  que a hiperglicemia não pode ser controlada somente através da dieta.
Há também a administração deste fármaco combinada com a insulina ou outros agentes antidiabéticos orais adjunto a dieta e exercícios, em pacientes que não alcançam a glicemia  adequada controlada somente  através da dieta, exercícios e com o agente antidiabético da mono terapia (a Metformina). A glibenclamida tratada com insulina é utilizada para melhorar o controle glicêmico e diminuir a dosagem de insulina em alguns pacientes com diabetes tipo 2.
Este medicamento não é efetivo como única terapia em pacientes com diabetes tipo 1, nesses casos a administração da insulina é necessária. Em pacientes com diabetes mellitus complicada por acidose,cetose,coma, é necessário a administração da gliburida juntamente com a insulina, caso contrário não será efetivo.

## Efeitos colaterais
É uma das principais causas de hipoglicemia medicamentosa e colestase, que pode causar icterícia. O risco de hipoglicemia é maior em pacientes com dificuldade de controle glicêmico, como idosos, alcoolistas, pacientes com problemas de tireoide, renais ou hepáticos. Aumenta o risco de mortalidade cardiovascular, especialmente em pacientes com doença coronária diagnosticada.
Existem outros efeitos adversos  como náuseas, azia, infecção do trato respiratório superior, diarreia, cefaleia, vômitos, dor abdominal, tonturas.[carece de fontes?]
Recém-nascidos de gestantes que tiveram diabetes mellitus gestacional são, em geral, macrossômicos, isto é, têm peso acima da média (maior que 3 kg).

## Advertências e Precauções

#### Efeito cardiovascular
Foi observado o aumento da mortalidade cardiovascular ao  ser administrado com outros agentes antidiabéticos da classe das sulfonilureias ( como por exemplo a tolbutamida, fenformina);

#### Reações dermatológicas e sensitivas
Possível reação alérgica da pele como por exemplo  prurido, eritema, urticária, erupção maculopapular. Deve-se interromper a administração do medicamento se  a reação persistir.

#### Hipoglicemia
Pacientes debilitados, desnutridos, com comprometimento renal ou hepático, insuficiência adrenal ou pituitária podem ser particularmente suscetíveis a uma hipoglicemia severa que ocasionalmente é fatal.
Exercícios pesados, ingestão de álcool, ingestão insuficiente de calorias ou uso combinado com um outro agente  antidiabético pode aumentar os riscos. A hipoglicemia pode muitas vezes ter uma dificuldade no reconhecimento em pacientes geriátricos ou naqueles que tomam medicamentos  que são agentes bloqueadores beta adrenérgicos.

#### Administração em crianças
Segurança e eficácia não foram estabelecidas.

#### Pessoas com deficiência hepática
Aumenta o risco de hipoglicemia, nesses casos são recomendadas dosagens prudentes.

## Interações medicamentosas
O efeito hipoglicêmico das glibenclamidas  pode ser intensificado por conta de algumas interações como:
| Drogas                                    | Interação | Gravidade                                                                                     | Observação                                                                      |
| ----------------------------------------- | --- | --------------------------------------------------------------------------------------------- | ------------------------------------------------------------------------------- |
| Álcool                                    | Uso simultâneo pode resultar em um prolongado efeito hipoglicêmico, e reações dissulfiram-like.                              | Importante (pode apresentar perigo a vida)                                                    | -                                                                               |
| Anticoagulantes (uso oral)                | Possível deslocamento de proteínas plasmáticas e potencialização dos efeitos hipoglicêmicos.                                 | Importante (pode apresentar perigo a vida)                                                    | Há observação de efeitos adversos quando a administração simultânea é iniciada. |
| Antifúngicos orais (fluonazol, miconazol) | Aumenta a concentração da Gliburida, possível hipoglicemia                                                                   | Moderado (pode piorar o problema de saúde e/ou pode ser necessária a alteração no tratamento) |                                                                                 |
| Claritromicina                            | Uso simultâneo com Glibenclamida pode resultar em aumento da sua concentração plasmática aumentando o risco de hipoglicêmia. | Moderado (pode piorar o problema de saúde e/ou pode ser necessária a alteração no tratamento) |                                                                                 |
| Fluoroquinolona anti-infecciosos          | Potencializa os efeitos hipoglicêmicos.                                                                                      | Moderado                                                                                      |                                                                                 |
| Inibidores da MAO                         | Potencializa os efeitos hipoglicêmicos.                                                                                      | -                                                                                             |                                                                                 |
| Sulfonamidas                              | Possível deslocamento de proteínas plasmáticas e potencialização dos efeitos hipoglicêmicos.                                 | Importante                                                                                    | Há observação de efeitos adversos quando a administração simultânea é iniciada. |

E algumas outras interações que podem agravar a doença:
| Droga                 |
| --------------------- |
| Diuréticos            |
| Corticosteróides      |
| Contraceptivos (oral) |
| Agentes Tireoidianos  |